# Tricholabus serricornis
Tricholabus serricornis là một loài tò vò trong họ Ichneumonidae.